# Tanya Roberts
Pour les articles homonymes, voir Roberts.
Tanya Roberts est une actrice et productrice américaine, née le 15 octobre 1949 à Manhattan (New York) et morte le 4 janvier 2021 à Los Angeles, quartier de Beverly Grove.

## Biographie

### Jeunesse et études
De son vrai nom Victoria Leigh Blum, elle naît le 15 octobre 1949 à Manhattan d'Oscar Maximilian Blum, assistant de direction chez un éditeur de musique new-yorkais, et de Dorothy Leigh Smith, d'origine anglaise. Son grand--père, Theodor Blum (1883-1962), né à Vienne avant d'émigrer aux États-Unis en 1904, est un chirurgien oral réputé pour ses recherches sur l'utilisation de l'anesthésie locale et des rayons X lors des interventions dentaires. Elle a une sœur aînée, Barbara.
Elle se forme en tant qu'actrice auprès de Lee Strasberg et Uta Hagen à l'Actors Studio et choisit le pseudonyme de Tanya Roberts.

### Carrière
À seize ans, elle entame une carrière au théâtre et joue plusieurs années à New York avant de s'installer en Californie en 1980. Elle fait du mannequinat, tourne quelques spots publicitaires, pour la marque Ultra Brite notamment, et décide de se présenter, avec 2 000 autres candidates, au casting de la série Drôles de dames, où elle décroche le rôle de la détective Julie Rogers. Ce rôle lance sa carrière.
Elle s'oriente ensuite vers le cinéma (Le Piège, Dar l'Invincible et Sheena, reine de la jungle). Ce dernier rôle lui vaut d'être remarquée par les producteurs de la série des James Bond pour le rôle de la géologue Stacey Sutton dans Dangereusement vôtre avec Roger Moore.
Sa carrière marque néanmoins le pas au début des années 1990. Elle joue notamment dans quelques thrillers érotiques avant de retrouver un rôle récurrent dans la sitcom That '70s Show entre 1998 et 2001.

### Mort
Tanya Roberts est hospitalisée le 24 décembre 2020 au Centre médical Cedars-Sinaï de Los Angeles, après avoir fait un malaise lors d'une promenade avec ses chiens. Annoncée morte par son agent le 3 janvier sur la foi de propos erronés du compagnon de l'actrice Lance O'Brien, l'information est démentie par l'hôpital. Elle est néanmoins dans un état critique, hospitalisée au sein du service de soins intensifs.
Elle meurt le 4 janvier 2021, d'une infection des voies urinaires qui s'est propagée à ses reins, à sa vésicule biliaire, au foie et ensuite à la circulation sanguine (septicémie).

### Vie privée
Tanya Roberts épouse en 1974 Barry Roberts, étudiant en psychologie et futur scénariste, union qui a duré jusqu'à la mort de celui-ci en 2006. Le couple n'a pas eu d'enfants et Tanya ne s'est pas remariée.

## Filmographie

### Cinéma
- 1975 : Viol sans issue (Forced Entry) : Nancy Ulman
- 1976 : The Yum-Yum Girls : April
- 1977 : The Private Files of J. Edgar Hoover de Larry Cohen : Stewardess
- 1978 : Mélodie pour un tueur (Fingers) : Julie
- 1979 : Le Piège (Tourist Trap) : Becky
- 1979 : Ça glisse... les filles ! (California Dreaming) : Stephanie
- 1979 : Racquet : Bambi
- 1982 : Dar l'Invincible (The Beastmaster) : Kiri
- 1983 : Le Choix des seigneurs (I Paladini - storia d'armi e d'amori) : Angelica (Isabella)
- 1984 : Sheena, reine de la jungle (Sheena)
- 1985 : Dangereusement vôtre (A View to a Kill) : Stacey Sutton
- 1987 : Body Slam : Candace Vandervagen
- 1988 : Purgatory : Carly Arnold
- 1990 : Night Eyes : Nikki
- 1990 : Twisted Justice : Secretary
- 1991 : Legal Tender : Rikki Rennick
- 1991 : Désir fatal (Inner Sanctum) de Fred Olen Ray : Lynn Foster
- 1992 : Almost Pregnant : Linda Alderson
- 1993 : Péchés capitaux (Sins of Desire) : Kay Egan
- 1994 : Deep Down : Charlotte

### Télévision

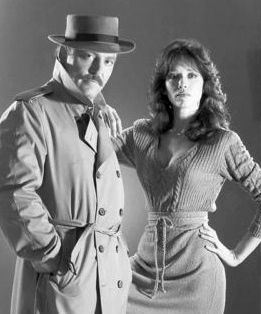
Aux côtés de Stacy Keach dans le téléfilm Si tu me tues, je te tue (Murder Me, Murder You) de Gary Nelson.

#### Téléfilms
- 1978 : Zuma Beach (it) : Denise
- 1979 : Pleasure Cove de Bruce Bilson : Sally
- 1980 : Meurtres sous le soleil : Carol
- 1983 : Mike Hammer : Si tu me tues, je te tue (Murder Me, Murder You) de Gary Nelson : Velda

#### Séries télévisées
- 1980 - 1981 : Drôles de dames : Julie Rogers
- 1982 : La croisière s'amuse : Diane Dayton
- 1982 : L'île fantastique  : Miss Amanda Parsons
- 1997 : The Blues Brothers Animated Series : Toni G.
- 1998 - 2001 : That '70s Show : Midge Pinciotti
- 2002 : Sexe et Dépendances, épisode Mike, Liz, Chau et Jordan
- 2005 : Barbershop : Ellie Palmer
- 2005 : Eve : Rebecca

## Distinctions

### Nominations
- Razzie Awards 1985 : Pire actrice dans une comédie d'action pour Sheena, reine de la jungle (Sheena) (1984).
- Razzie Awards 1986 : Pire actrice dans une comédie d'action pour Dangereusement vôtre (A View to a Kill) (1985).

## Voix françaises
| - Béatrice Delfe dans Mélodie pour un tueur - Francine Lainé dans Le Piège - Céline Monsarrat dans Dar l'Invincible - Joëlle Fossier dans Dangereusement vôtre - Anne Jolivet dans Drôles de dames (série télévisée) - Annie Le Youdec dans That '70s Show (série télévisée) |